# Фабр, Жак Поль Антонен
Жак Поль Антонен Фабр (фр. Jacques Paul Antonin Fabre; 6 октября 1837, Ним — 26 декабря 1919, Реюньон) — французский историк литературы, католический священнослужитель.
Рукоположён в 1862 г. С 1892 г. епископ острова Реюньон.
Автор ряда литературоведческих трудов, посвящённых, главным образом, французским авторам XVII века: «Молодость Флешье» (фр. «La jeunesse de Fléchier»; 1882); «Флешье — оратор» (фр. «Fléchier orateur, 1672—90; 1885, 2 изд. 1887); «Очерки литературы XVII века» (фр. «Études littéraires sur le XVII siècle»), в состав которых вошли две наиболее известные работы Фабра о Шаплене — «Les ennemis de Chapelain» (1888) и «Chapelain et nos deux premières académies» (1890); «Словарь языка Шаплена» (фр. «Lexique de la langue de Chapelain»; 1889); «Сатира сатир аббата Котена» (фр. «La satire des satires de l’abbé Cotin»; 1888) и др.